# Hendrik XV van Beieren
Hendrik XV van Beieren bijgenaamd de Natternberger (28 augustus 1312 - Natternberg, nabij Deggendorf, 18 juni 1333) was van 1312 tot 1333 hertog van Neder-Beieren. Hij behoorde tot het huis Wittelsbach.

## Levensloop
Hendrik was de zoon van hertog Otto III van Beieren en Agnes van Glogau, dochter van hertog Hendrik III van Glogau. Enkele maanden na zijn geboorte overleed zijn vader, waarna Hendrik XV hertog van Neder-Beieren werd. Hij regeerde samen met zijn neven Hendrik XIV en Otto IV en stond aanvankelijk onder het regentschap van hertog Lodewijk IV van Opper-Beieren.
Na een conflict met zijn neven werd het hertogdom Neder-Beieren onderling verdeeld. Hierbij kreeg Hendrik XV een gebied met als hoofdstad Deggendorf. Daarna nam hij zijn intrek in het kasteel Natternberg, zijn lievelingsresidentie. In 1327 deed hij een poging om koning van Hongarije te worden, maar dit mislukte. In 1333 overleed hij.
Tussen 1326 en 1328 huwde Hendrik XV met Anna van Oostenrijk (1318-1343), dochter van hertog Frederik I van Oostenrijk. Hun huwelijk bleef kinderloos.